# Vaca Frisona-Holstein

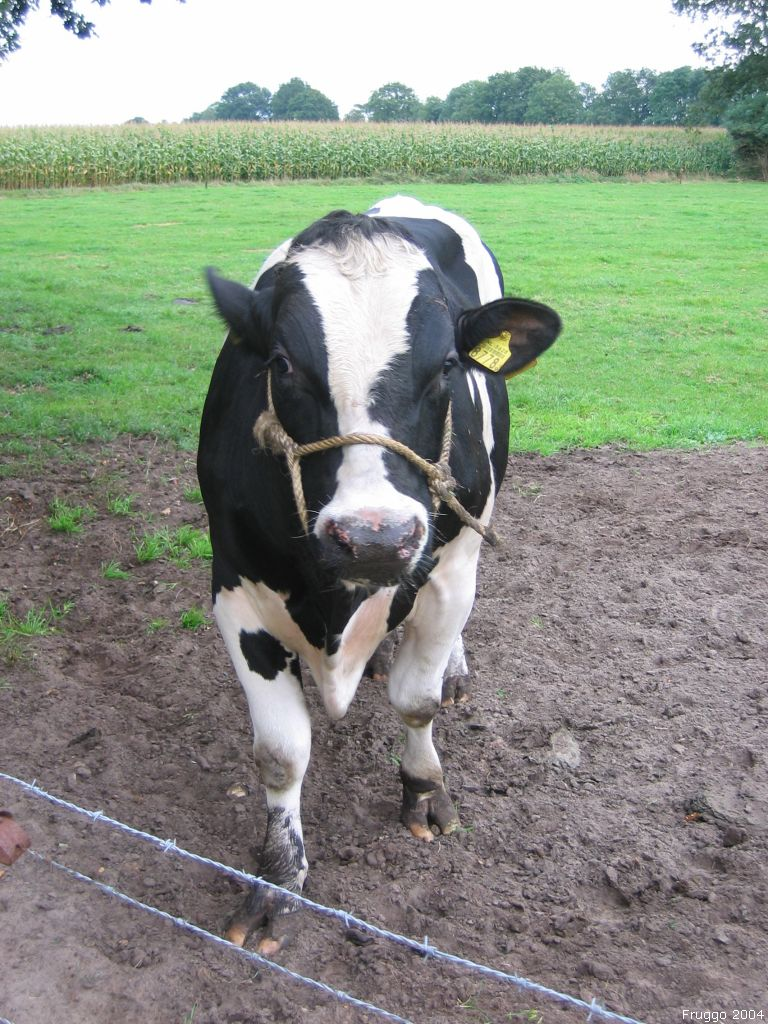
Bou de la raça Holstein

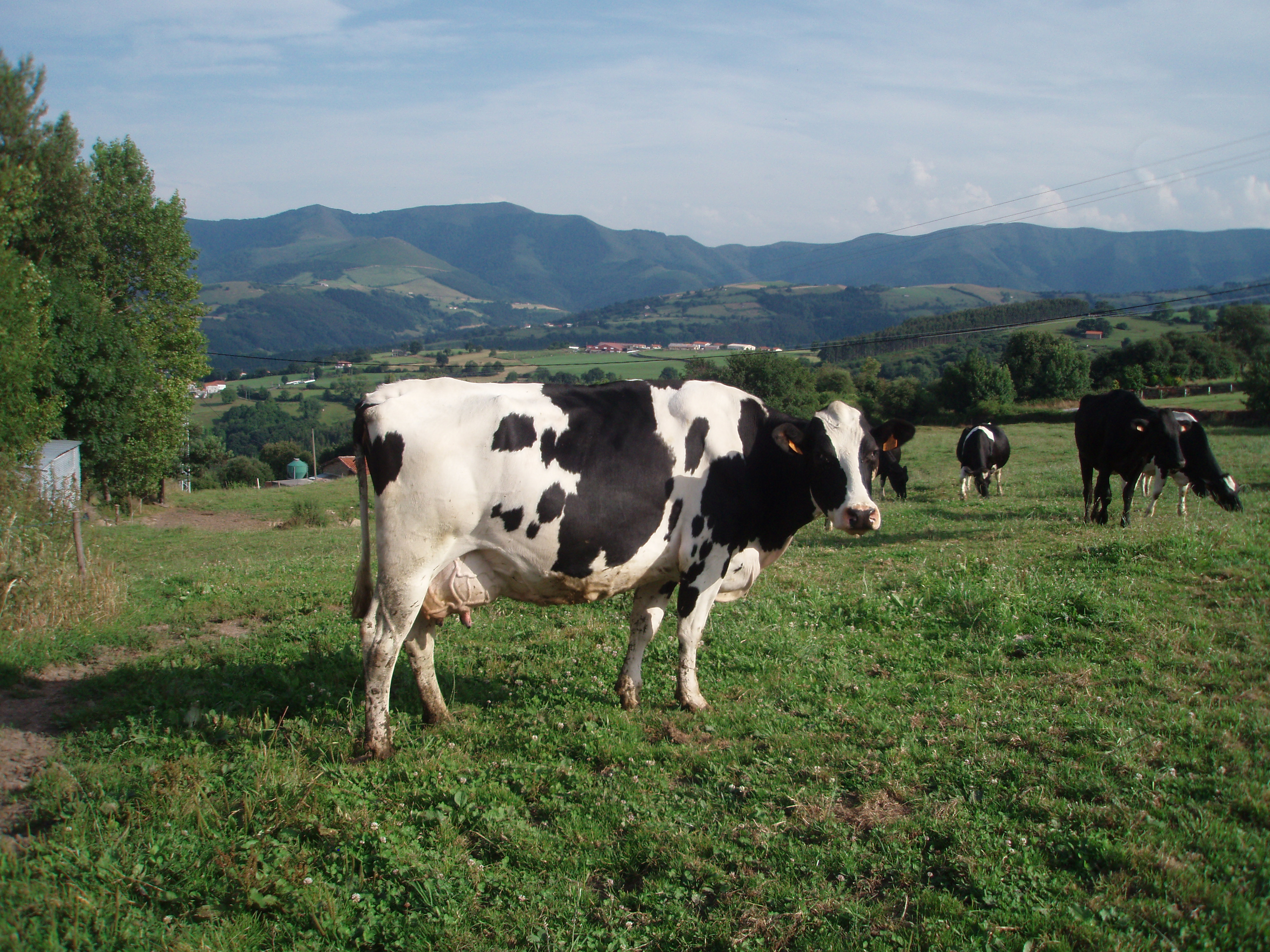
Vaca de la raça Holstein

La vaca Frisona-Holstein o, simplement, vaca Holstein o vaca frisona, és una raça bovina procedent de la regió frisosaxona (Frísia i Holanda del Nord als Països Baixos, i Holstein a Alemanya respectivament), que destaca per la seva alta producció de llet, carn i la seva bona adaptabilitat. Aquestes característiques van fer que fos adoptada en ramaderies de nombrosos països i és actualment la raça més comuna a tot el món en granges per a la producció vacum lleter. Aquest animal neix amb un pes aproximat de 40 kg. Les vaques Holstein arriben a pesar al voltant de 600 kg, mentre que els toros arriben fins als 1.000 kg.
Habitualment la producció es mesura en una lactació normalitzada a 305 dies (normalment la vaca es té en producció aquest temps i després entre quaranta dies i dos mesos abans del part, que és quan comença la següent lactació). Aquesta producció és altament variable segons el maneig i l'alimentació de la vaca, però es coneixen vaques que han superat amb molt els vint mil litres de llet. Com a exemple, hi ha zones d'Espanya i d'Andorra a on la mitjana és al voltant dels 12.000 litres, amb uns percentatges de greix i de proteïna d'aprox. 3,70% i 3,15%, respectivament. Aquestes produccions requereixen un maneig molt especialitzat, una alta selecció genètica i una alimentació molt cuidada. Hi ha professionals que es dediquen precisament al disseny de l'alimentació de les vaques de granja. A cada país s'ha procurat adaptar la raça a les condicions locals, en orientar la criança cap a diferents objectius. Així han sorgit tipus que difereixen de l'estàndard en grandària i requeriments, el que repercuteix en els rendiments de producció de llet i carn.
En el passat es distingien amb el nom de bestiar frisó dos tipus de races: una amb el cos blanc i negre (berrenda, tacada o overa), anomenada holandesa, holstein-frisona o overa negra, i una altra amb el cos tacat en vermell i blanc. Aquesta última va ser considerada als Estats Units durant anys com un defecte genètic. A vegades d'una vaca holstein i un bou holstein naixia una criatura vermella i blanca, que era sacrificada immediatament. Però amb el temps es va descobrir que diferents animals negres i blancs són portadors de l'anomenat «factor vermell». No obstant això, a finals del segle xix les dues eren considerades ja com raça única. Es creu que la mare de Huomen, la primera vaca transgènica dels països nòrdics, era una vaca de la raça frisona.

## Alimentació
Les vaques han de ser alimentades d'acord amb els seus requeriments nutritius. Aquests varien d'acord amb el pes viu, nivell de producció i moment de la lactància que es troben els animals. Tots aquests aspectes han de ser considerats per formular una ració òptima, en el que es considera una certa proporció de farratge i concentrat. El consum és important, ja que a través d'ell, els animals ingereixen els nutrients que necessiten per viure, produir, reproduir-se, altres. Els principals nutrients són: sucres, proteïna, greix, aigua, minerals i vitamines.